# リコディーア・エウベーア
リコディーア・エウベーア（イタリア語: Licodia Eubea, シチリア語: Licuddìa）は、イタリア共和国シチリア州カターニア県にある、人口約3,100人の基礎自治体（コムーネ）。

## 地理

### 位置・広がり

#### 隣接コムーネ
隣接するコムーネは以下の通り。括弧内のRGはラグーザ県所属を示す。
- カルタジローネ
- キアラモンテ・グルフィ (RG)
- ジャッラターナ (RG)
- グランミケーレ
- マッツァッローネ
- ミネーオ
- モンテロッソ・アルモ (RG)
- ヴィッツィーニ